# Josef Hofmann (Politiker, 1897)
Josef Hofmann (* 1. Mai 1897 in Hannover; † 27. Dezember 1973 in Aachen) war Journalist, Zeitungsherausgeber und Politiker. Er gehört am Ende der Weimarer Republik zu den einflussreichsten Journalisten des politischen Katholizismus und war nach 1945 am Aufbau der Presse und der CDU maßgeblich beteiligt. Außerdem nahm er als Landespolitiker erheblichen Einfluss auf die Gestaltung des Bildungswesens in Nordrhein-Westfalen.

## Leben und Wirken
Josef Hofmann war nach Abschluss des Gymnasiums Soldat im Ersten Weltkrieg und anschließend 1917 bis 1918 in Gefangenschaft. Danach studierte er Staats- und Volkswirtschaftslehre an der Westfälischen Wilhelms-Universität in Münster. Im Jahr 1923 promovierte Hofmann zum Dr. rer. pol. In Münster wurde er als Student aktives Mitglied der katholischen Studentenverbindung Germania im KV, später auch Ehrenphilister von KV-Vereinen in Köln und Aachen. Als Student leitete er in Münster die Hochschulgruppe der Zentrumspartei. Von 1930 bis 1933 war er Vorstandsmitglied des Volksvereins für das katholische Deutschland.
1923 wurde Hofmann Chefredakteur der Osnabrücker Volkszeitung, ab 1929 der Kölnischen Volkszeitung, einer der führenden Zeitungen der Zentrumspartei in Deutschland. Nach dem Verbot dieser Zeitung durch die Gestapo im Jahre 1941 wurde er bis zum Kriegsende außenpolitischer Schriftleiter der Kölnischen Zeitung. In dieser Position schrieb er Texte, die Teil der nationalsozialistischen Propaganda waren.
Hofmann schrieb im Sommer 1932 in einer Broschüre zur Reichstagswahl (zitiert bei A.Brecher): "Zwei Jahre lang stand Brüning am Steuer des Reichs. Es war eine außerordentliche Zeit …. Der Wirbelsturm der Weltwirtschaftskrise hatte Deutschland erfaßt. Deutscher Staat, deutsches Volk, deutsche Wirtschaft standen in Gefahr zu zerbrechen…. Daß Deutschland diese zwei Krisenjahre überwunden hat, verdankt es der Politik Brünings …. Hundert Meter vor dem Ziel hat man ihm das Steuer aus der Hand geschlagen. Aber ungebrochen bleibt Brüning unser Führer."
Aus politischen Gründen wurde Hofmann während der Zeit des Nationalsozialismus mehrfach von der Gestapo verwarnt. Durch Vermittlung des Dominikanerprovinzials Laurentius Siemer kam Hofmann im Winter 1944 in Kontakt zu Johannes Albers, Wilhelm Elfes und dem Aachener Bischof Johannes Joseph van der Velden, einer Gruppe, die für die Zeit nach dem Krieg die Gründung einer christlichen Arbeiterpartei plante. 
Seit 1945 war er Mitglied der CDU. Er war neben Leo Schwering im Juni 1945 einer der Autoren der „Kölner Leitsätze“ der Partei. Zwischen 1945 und 1947 gehörte er dem Landesvorstand für das Rheinland und dem Vorstand des Kreisverbandes Aachen an. 
Im Jahr 1945 war Hofmann zunächst Redakteur der ersten in Deutschland nach der Befreiung erschienen Tageszeitung Aachener Nachrichten. Einige Monate später war er einer der Lizenzträger, Mitgründer und Chefredakteur der Aachener Volkszeitung. Seit 1962 war er Herausgeber des Blattes. Außerdem war Hofmann zwischen 1945 und 1949 Vorstandsmitglied des Rheinisch-Westfälischen Journalistenverbandes. Er war außerdem Vorsitzender des Vereins Union-Presse sowie Mitglied im Rundfunkrat des WDR. 
Hofmann war von 1946 bis 1948 Mitglied der Stadtverordnetenversammlung in Aachen. In den Jahren 1946 und 1947 war er Mitglied des ernannten Landtages von Nordrhein-Westfalen. Anschließend war er bis 1968 direkt gewählter Landtagsabgeordneter für Aachen-Stadt. Hofmann war von 1946 bis 1966 Vorsitzender des Kulturpolitischen Ausschusses und übte einen wichtigen Einfluss auf die Schul- und Hochschulgesetzgebung aus. 
Für seine Tätigkeiten erhielt er verschiedene Ehrungen. So war er Ehrensenator der Westfälischen Wilhelms-Universität in Münster sowie durch Beschluss vom 10. Juli 1958 auch der RWTH Aachen. Vom Papst wurde Hofmann 1952 zum Komtur vom Orden des Heiligen Gregorius ernannt. 1959 erhielt er das Große Bundesverdienstkreuz, 1966 das Große Bundesverdienstkreuz mit Stern und 1968 von der RWTH Aachen die Ehrendoktorwürde.

## Nachlass
Der Nachlass von Josef Hofmann befindet sich im Hauptstaatsarchiv Düsseldorf. Hofmann hat umfangreiche Memoiren hinterlassen, die teilweise veröffentlicht wurden (s. u.). Der vollständige Text befindet sich im Archiv der Kommission für Zeitgeschichte, Bonn. Im Archiv für Christlich-Demokratische Politik in Sankt Augustin befindet sich eine Kopie seines Tagebuchs für die Jahre 1945 bis 1952.

## Schriften
- Journalist in Republik, Diktatur und Besatzungszeit. Erinnerungen 1916–1947. Bearbeitet und eingeleitet von Rudolf Morsey. Mainz 1977. (= Veröffentlichungen der Kommission für Zeitgeschichte, Reihe A: Quellen, Bd. 23)